# Temporada 2023-24 de Los Angeles Lakers
La temporada 2023-24 de Los Angeles Lakers es la 77.ª desde su fundación, su 76.ª temporada de forma ininterrumpida en la NBA y la 64.ª en su localización de Los Ángeles.

## Draft
| Ronda | Pick | Jugador             | Posición | Nacionalidad   | Universidad / Club |
| ----- | ---- | ------------------- | -------- | -------------- | ------------------ |
| 1     | 17   | Jalen Hood-Schifino | BA/ES    | Estados Unidos | Indiana            |
| 2     | 40   | Maxwell Lewis       | AL       | Estados Unidos | Pepperdine         |

## Jugadores

### Derechos internacionales
Los Angeles Lakers tienen los derechos internacionales sobre los siguientes jugadores.
| Draft | Ronda | Puesto | Jugador         | Pos. | Nacionalidad | Equipo actual                      | Nota(s)                          | Ref   |
| ----- | ----- | ------ | --------------- | ---- | ------------ | ---------------------------------- | -------------------------------- | ----- |
| 2014  | 2     | 57     | Louis Labeyrie  | PF   | Francia      | UNICS Kazan (Rusia)                | Adquirido de los New York Knicks | [ 1 ] |
| 2009  | 2     | 59     | Chinemelu Elonu | AP   | Nigeria      | Capitanes de Arecibo (Puerto Rico) |                                  | [ 2 ] |